# 반자동 소총
반자동 소총(Semi-automatic rifle)은 방아쇠를 당길 때마다 단일 탄약통을 발사하고 발사 시에 생성된 에너지의 일부를 사용하여 탄피를 자동으로 배출한 후 다른 탄약통을 약실에 장전하는 자동 장전 소총이다. 반대로, 볼트 액션 소총은 다음 발사를 하기 전에 수동으로 노리쇠를 당겨 탄피를 제거해야 하며, 완전 자동소총은 방아쇠를 놓일 때까지 계속해서 발사된다.

## 같이 보기
- 돌격소총
- 화기
- 피스톨
- 리볼버
- 반자동 권총
- 개인방어무기
- 소총
- 자동소총
- 볼트 액션
- 산탄총
- 단발총